# Leo Daft

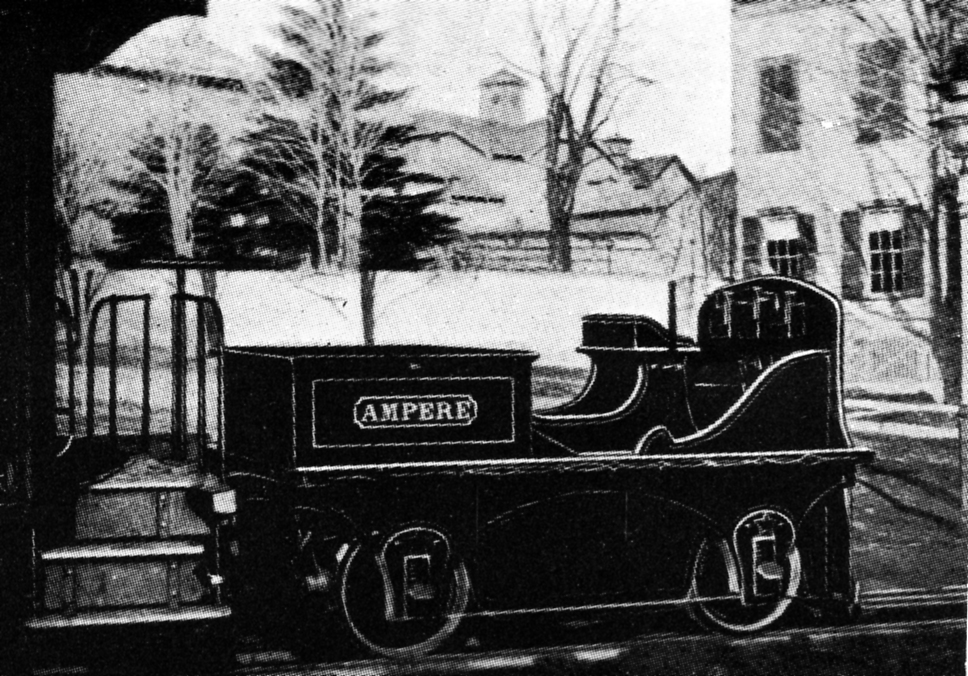
Elektryczna lokomotywa Ampere zbudowana przez Leo Dafta w 1883 roku

Leo Daft (1843 – 1922) — angielski profesor i budowniczy wczesnych miejskich kolei w USA.
Kierował konstruowaniem kolei elektrycznych w Newark, New Jersey w 1883 roku oraz w Los Angeles w latach 80. dziewiętnastego wieku.